# 霍青桐
霍青桐是金庸小說《書劍恩仇錄》的女主角，人稱「翠羽黄衫」，相貌秀美，武功高强，智计过人。

## 生平
是清朝时期回部（可能是今维吾尔族）首领木卓伦之女。曾指挥回部在黑水河之役中以少胜多，大败清兵。

## 武功
師從「天山雙鷹」之一的「雪鵰」關明梅，擅使劍，絕技為三分劍術。

## 感情
霍青桐初識本书男主角、红花会总舵主陈家洛時，對他一見鍾情，贈短劍一柄。後來知道陳家洛與妹妹「香香公主」喀絲麗相戀，暗自痛心，但仍祝禱兩人幸福。關明梅與其夫陳正德(即青桐的師丈，「天山雙鷹」之一的「禿鷲」)一度因此事欲刺殺陳家洛與香香。

## 影视形象

### 电视剧
- 汪明荃：1976香港无线电视剧《书剑恩仇录》
- 森森：1984台湾台视电视剧《书剑江山》
- 刘佳：1987合拍电影《书剑恩仇录》
- 罗慧娟：1987香港无线电视剧《书剑恩仇录》
- 刘雪华：1992台湾华视电视剧《书剑恩仇录》
- 王菁华：1994中國电视剧《书剑恩仇录》
- 关咏荷：2002合拍电视剧《书剑恩仇录》
- 周丽淇：2009中國电视剧《书剑恩仇录》

### 电影
- 紫罗莲：1960香港粤语电影《书剑恩仇录》
- 虞慧：1967香港邵氏电影《儒侠》 改编自原著，角色名改为丝丝